# Lago Baao
El lago Baao es un lago de agua dulce superficial situado en Baao, Camarines del Sur, en la región de Bicol, en la isla de Luzón, al norte de Filipinas. Tiene una superficie aproximada de 177 hectáreas (1,77 km²) y alcanza un promedio de solo 1 metro de profundidad. El lago es alimentado por varios ríos pequeños locales de escorrentía, el más importante de los cuales es el río Tabao, que fluye desde el lago Buhi. El agua del lago luego drena hacia el oeste en el río Bicol.
Durante los meses de verano (marzo-mayo), la superficie del lago se contrae dejando solo un tercio de su tamaño original, alrededor de unas 60 hectáreas (0,60 km²).